# Allele

Alleli uguali

Un allele (dal Greco ἄλλος állos, "altro") è una delle diverse forme in cui può presentarsi un gene. L'insieme di tutti gli alleli per un particolare carattere costituisce la totalità delle informazioni genetiche che definiscono un gene. 
Un allele è una variazione della sequenza di nucleotidi che codifica la sintesi di un prodotto genico nello stesso punto (locus genico) su una lunga molecola di DNA. Due alleli possono differire per una sola coppia di basi oppure per diverse migliaia.
La maggior parte degli alleli osservati determinano un cambiamento minimo o nullo nella funzione del prodotto genico per il quale codificano. Tuttavia, a volte, alleli diversi possono risultare in tratti fenotipici osservabili diversi, come ad esempio una diversa pigmentazione. 
Un notevole esempio di ciò è la scoperta da parte di Gregor Mendel che i colori dei fiori, bianchi o viola, nelle piante di pisello dipendono dall'espressione di un unico gene che presenta due alleli: uno determina il colore bianco l'altro quello viola.

## Definizioni
In tutte le cellule somatiche, diploidi, che rappresentano la maggior parte delle cellule eucariotiche, vi sono delle coppie di alleli distribuiti allo stesso modo sui cromosomi omologhi, copie di ciascun cromosoma che derivano da ciascun genitore. Il genotipo di un individuo relativamente a un gene è il corredo di alleli che egli si trova a possedere. Pertanto, in un organismo diploide, in cui sono presenti due copie di ogni cromosoma (i cosiddetti cromosomi omologhi), il genotipo è costituito da due alleli. Fenotipi identici possono originarsi anche da genotipi differenti; il termine omozigote si riferisce a un gene in cui l'informazione riportata dall'allele materno è identica a quella paterna. Diversamente, negli eterozigoti, il contributo dell'allele materno e paterno è diverso. In tal caso la determinazione fenotipica è correlata ai concetti di dominanza e recessività genetica. 
Inoltre, per dati geni si possono riscontrare diverse varianti alleliche, tanto che per molti geni noti è stata messa in discussione la terminologia "allele mutante" perché le varietà alleliche non necessariamente portano a uno svantaggio selettivo.

## Allele dominante e recessivo
Il primo a individuare e studiare gli alleli fu Gregor Mendel, un frate agostiniano ceco che li definì per la prima volta come fattori. Il suo studio si basava sulla trasmissione di sette caratteri ereditari nelle piante di pisello odoroso (Pisum sativum) che analizzò separatamente grazie a incroci mirati di linee pure. Nei suoi esperimenti osservò che tutti i caratteri rispondevano allo stesso modo: nella prima generazione filiale, derivante dall'incrocio di piante omozigote per alleli diversi di uno stesso locus, tutti gli organismi avevano lo stesso fenotipo; mentre nella seconda generazione filiale entrambi i caratteri riapparivano in proporzioni diverse, 3:1 (legge della dominanza). Definì quindi dominante l'allele che determinava il fenotipo della prima generazione filiale, e recessivo quello che ricompariva in seconda generazione filiale. Questo accade perché l'allele dominante determina il fenotipo degli individui eterozigoti e omozigoti per quel carattere, mentre l'allele recessivo determina il fenotipo solo se l'organismo ha in quel locus due alleli recessivi. Infatti nel rapporto fenotipico 3:1, i 3/4 dei fenotipi dominanti sono dati da due genotipi eterozigoti e un omozigote dominante, mentre l'unico fenotipo recessivo risulta dall'omozigote recessivo.

## Alleli né dominanti né recessivi
La dominanza di un membro della coppia di geni sull'altro non è un comportamento universale. Può capitare che la risultante fenotipica associata a un fenotipo eterozigote sia un intermedio tra due fenotipi omozigoti. Per esempio, l'incrocio tra una linea pura di fiori di "bocca di leone" di colore rosso e una linea pura bianca produce una generazione di colore intermedio rosa. In questo caso è possibile distinguere gli eterozigoti dagli omozigoti in base al loro fenotipo.

## Nomenclatura utilizzata per descrivere l'effetto di un allele
- Nullo o amorfo: è una variante del gene che manca della sua funzione normale, o perché non si esprime, o perché la proteina espressa è inattiva
- Ipomorfo: un allele che produce una quantità ridotta di prodotto, o un prodotto con un'attività ridotta
- Ipermorfo: un allele che produce una quantità maggiore di prodotto, o un prodotto con un'attività aumentata
- Neomorfo: un allele con un prodotto o con un'attività nuovi
- Antimorfo: un allele la cui attività o il cui prodotto sono antagonisti dell'attività del prodotto normale.

## La dominanza allelica nelle malattie genetiche
Un certo numero di disordini genetici sono causati quando un individuo eredita due alleli recessivi appartenenti allo stesso gene. Le malattie genetiche recessive includono albinismo, fibrosi cistica, galattosemia, fenilchetonuria (PKU) e la malattia di Tay-Sachs. Altre patologie sono provocate da una condizione di emizigosi, nella quale alcuni geni sono presenti in singola copia anziché duplice, che colpisce geni localizzati nel cromosoma X. Dunque, sono più comuni nel sesso maschile, avendo quest'ultimo una sola copia del cromosoma coinvolto. Persino la malattia di Huntington è riconducibile a difetti allelici. Infatti, deriva dalla presenza di un solo allele dominante.